# Erophylla
Erophylla é um gênero de morcegos da família Phyllostomidae. É endêmico das Grandes Antilhas, Bahamas e Ilhas Cayman.

## Espécies
- Erophylla bombifrons (Gundlach, 1861)
- Erophylla sezekorni (Gundlach, 1860)